# Thaumastopeus clavatus
Thaumastopeus clavatus är en skalbaggsart som beskrevs av Jakl 2008. Thaumastopeus clavatus ingår i släktet Thaumastopeus och familjen Cetoniidae. Inga underarter finns listade i Catalogue of Life.